# SF Site
SF Site — онлайн-журнал наукової фантастики та фентезі, редактором якого є Роджер Тернер (англ. Rodger Turner). Це один із найстаріших вебсайтів, присвячених науковій фантастиці, який в основному публікує огляди книг. Журнал здобув премію Locus та був номінований на премії Hugo і World Fantasy Awards. SF Site також надає послуги вебхостингу та відіграв ключову роль в онлайн-присутності таких відомих журналів, як Analog, Asimov's, F&SF та Interzone.

## Історія
У червні 1997 року журнал заснували Джон О'Ніл (англ. John O'Neill) та Роджер Тернер. SF Site є онлайн-журналом, присвяченим науковій фантастиці та фентезі, і є одним із найстаріших сайтів про НФ. Він базується в Оттаві, Канаді, але залучає дописувачів з усього світу, і 2001 року мав 200 000 унікальних відвідувачів на місяць. Журнал в основному публікує огляди науково-фантастичних книг, а також рецензії на фільми та телепередачі, інтерв'ю з авторами та уривки з художніх творів. Серед дописувачів — Стівен Г. Сільвер (англ. Steven H Silver), Річард Лупофф (англ. Richard Lupoff), Рік Норвуд (англ. Rick Norwood), Вікторія Стросс (англ. Victoria Strauss), Марк Лондон Вільямс (англ. Mark London Williams) та Рік Клоу (англ. Rick Klaw).
Завдяки своїм послугам вебхостингу SF Site сприяв тому, що чотири великі науково-фантастичні журнали — Analog, Asimov's, F&SF та Interzone — з'явилися в Інтернеті.
Також сайт хостив сторінки таких авторів, як Стівен Еріксон, і фанатський сайт, присвячений Ґаю Ґевріелу Кею. SF Site також має вебфорум для обговорення наукової фантастики та RSS-стрічку.
У грудні 2013 року SF Site припинив регулярне двотижневе оновлення через зниження доходів від реклами. Новинний блог журналу був поставлений на паузу у 2018 році.

## Відгуки й нагороди
У 2000 році редактор Ґарднер Дозуа, пишучи в книзі The Mammoth Book of Best New SF, описав SF Site як один із найважливіших сайтів жанру в Інтернеті. Закарі Хоул (англ. Zachary Houle) написав у Ottawa Citizen у 2001 році: «За чотири короткі роки [SF Site] став важливим гравцем у розширенні привабливості спекулятивної фантастики — саме це мається на увазі під SF у його назві» і додав, що «цей сайт також високо цінується великими видавництвами, які щедро використовують цитати з оглядів сайту для реклами книг на обкладинках».
SF Site здобув премію Locus у 2002 році в категорії «Найкращий вебсайт», та був номінований на премію Hugo того ж року в тій самій категорії. Він також був номінований на премію World Fantasy Award за непрофесійну роботу у 2004 та 2006 роках.